# Итало-тунисское соглашение о делимитации границы

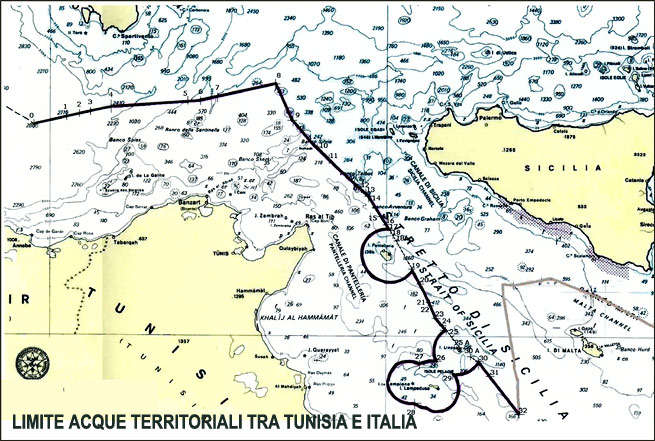
Морская граница между Италией и Тунисом.

Соглашение о делимитации границ между Италией и Тунисом — договор 1971 года между Италией и Тунисом, в котором два государства договорились о делимитации морской границы по континентальному шельфу. Договор устанавливал границу по Тунисскому проливу, представляющую собой равноудаленную линию между Сицилией и Тунису, за исключением Пелагских островов. Морская граница вокруг этих островов дугообразно заходят на морскую территорию Туниса на 13 миль, на центром на каждом острове. Граница заканчивается недалеко от равноудаленной линии между Мальтой и итальянскими островами Пелажи, а самая западная точка линии границы образует морскую точку пересечения с Алжиром.
23 января 1975 года страны по соглашению добавили дополнительные протоколы к договору, включая карту границы и 32 отдельных координатных точки, которые её определяют. Договор вступил в силу 6 декабря 1978 года после его ратификации обеими странами.
Договор был подписан в Тунисе 20 августа 1971 года, и его полное название — Соглашение между правительством Тунисской Республики и правительством Итальянской Республики о делимитации континентального шельфа между двумя странами.